# Ignace Ier d'Antioche
Ignace Ier d'Antioche fut patriarche d'Antioche de l'Église jacobite du 5 juin 878 au 26 mars 883.